# Santa Clara, Gómez Palacio
Santa Clara är en ort i Mexiko.   Den ligger i kommunen Gómez Palacio och delstaten Durango, i den centrala delen av landet, 800 km nordväst om huvudstaden Mexico City. Santa Clara ligger 1 113 meter över havet och antalet invånare är 514.
Terrängen runt Santa Clara är huvudsakligen platt, men åt sydväst är den kuperad. Runt Santa Clara är det tätbefolkat, med 308 invånare per kvadratkilometer. Närmaste större samhälle är Poanas, 4,4 km söder om Santa Clara. Trakten runt Santa Clara består till största delen av jordbruksmark.